# Arnegard (Dakota del Norte)
Arnegard es una ciudad ubicada en el condado de McKenzie en el estado estadounidense de Dakota del Norte. En el censo de 2010 tenía una población de 115 habitantes y una densidad poblacional de 174,81 personas por km².

## Geografía
Arnegard se encuentra ubicada en las coordenadas 47°48′30″N 103°26′20″O / 47.80833, -103.43889. Según la Oficina del Censo de los Estados Unidos, Arnegard tiene una superficie total de 0.66 km², de la cual 0.66 km² corresponden a tierra firme y (0%) 0 km² es agua.

## Demografía
Según el censo de 2010, había 115 personas residiendo en Arnegard. La densidad de población era de 174,81 hab./km². De los 115 habitantes, Arnegard estaba compuesto por el 97.39% blancos, el 0% eran afroamericanos, el 0.87% eran amerindios, el 0% eran asiáticos, el 0% eran isleños del Pacífico, el 0% eran de otras razas y el 1.74% pertenecían a dos o más razas. Del total de la población el 1.74% eran hispanos o latinos de cualquier raza.